# 北欧航空871号班机空难
北欧航空871号班机曾是由丹麦哥本哈根出发，经停杜塞尔多夫、维也纳、伊斯坦布尔和安卡拉后，前往埃及首都开罗的固定航班。1960年1月19日，一架卡拉维尔I型客机（注册编号OY-KRB）在执飞此航班伊斯坦布尔至安卡拉的航段时于安卡拉埃森博阿国际机场附近坠毁，机上42人无一生还。这亦是卡拉维尔客机涉及的第一起空难。

## 事件经过
该机于上午9点44分（UTC）在哥本哈根凯斯楚普机场起飞，在杜塞尔多夫和维也纳经停后，于下午5点20分（UTC）抵达伊斯坦布尔耶西勒廓伊机场，并更换机组执行后续的飞行任务。在晚上6点，该机于耶西勒廓伊机场起飞前往安卡拉埃森博阿国际机场。6点41分时，该机开始从FL135（约13,500英尺）下降至FL120（约12,000英尺）。6点45分，机组报告飞机海拔高度为6,500英尺，并仍在下降，2分钟后，飞机于3,500英尺的海拔高度撞地坠毁，机上35名乘客和7名机组成员全部遇难。

## 可能原因
飞机在于埃森博阿国际机场进近时，飞行高度曾意外下降，并低于最低飞行海拔，导致飞机撞地坠毁。至于飞行高度意外下降的原因，则因缺乏决定性证据而无法定论。